# 大巨穴
大巨穴是属于足陽明胃經的腧穴。

## 定位
臍中直下2寸（石門穴），旁開2寸。或天樞穴直下2寸。

## 主治
小腹脹滿、小便不利、遺精、早泄等。

## 操作
直刺0.8～1.2寸；可灸。